# Ed Sheeran (album)
Ed Sheeran è il primo album in studio del cantautore britannico omonimo, pubblicato il 22 marzo 2006 dalla Sheeran Lock.

## Tracce
Testi e musiche di Ed Sheeran.
1. Open Your Ears – 3:01
2. Beyond the Pale – 4:21
3. In Memory – 2:08
4. Insomniac's Lullaby – 3:30
5. Quiet Ballad of Ed – 3:54
6. No Luck – 3:30
7. Stevensong – 1:24
8. Billy Ruskin – 2:00
9. Spark – 2:53
10. Pause (feat. Alonestar) – 3:15
11. The Sea – 3:14
12. Way Home – 3:50
13. Last Night – 2:07